# Stöld

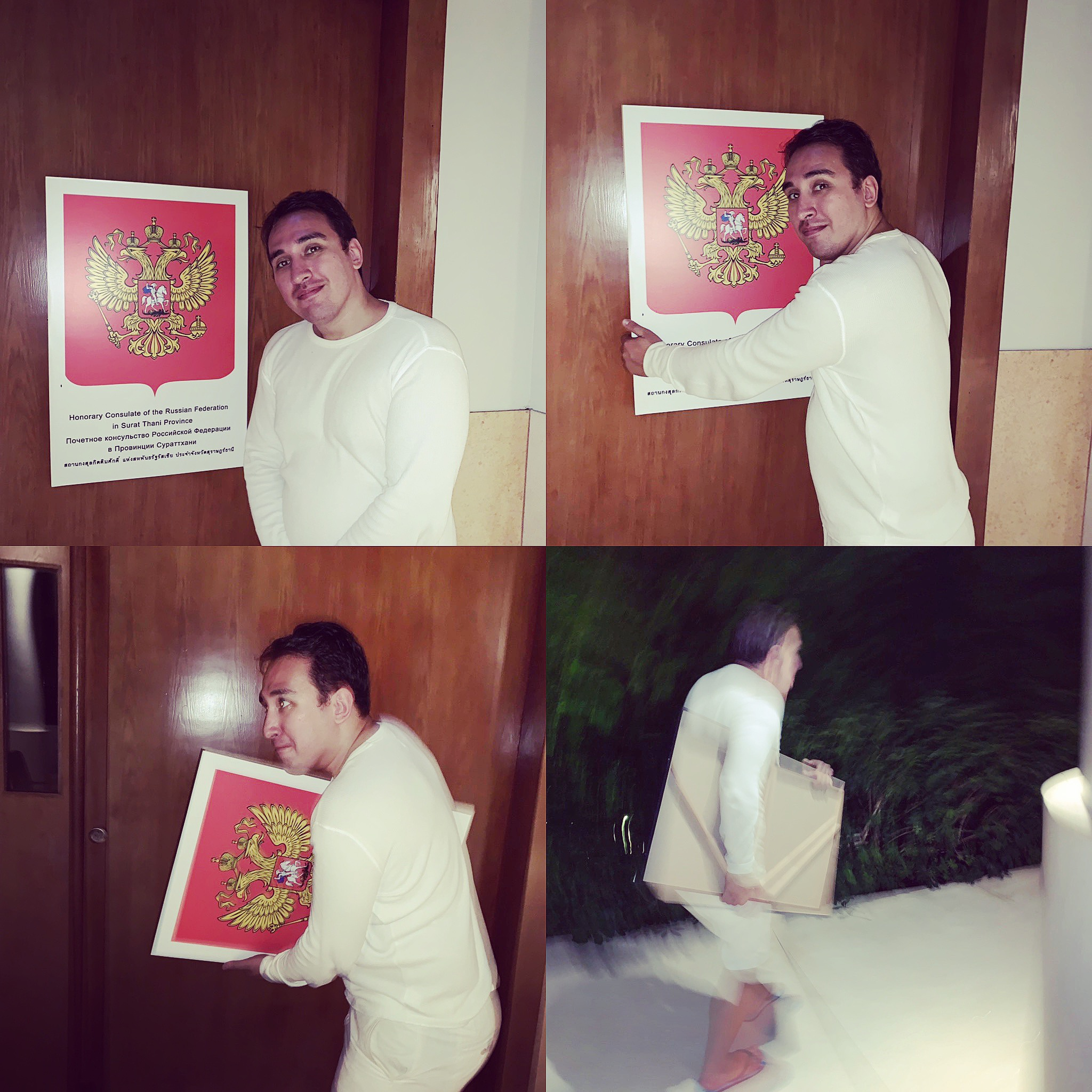
En man som begår stöld.

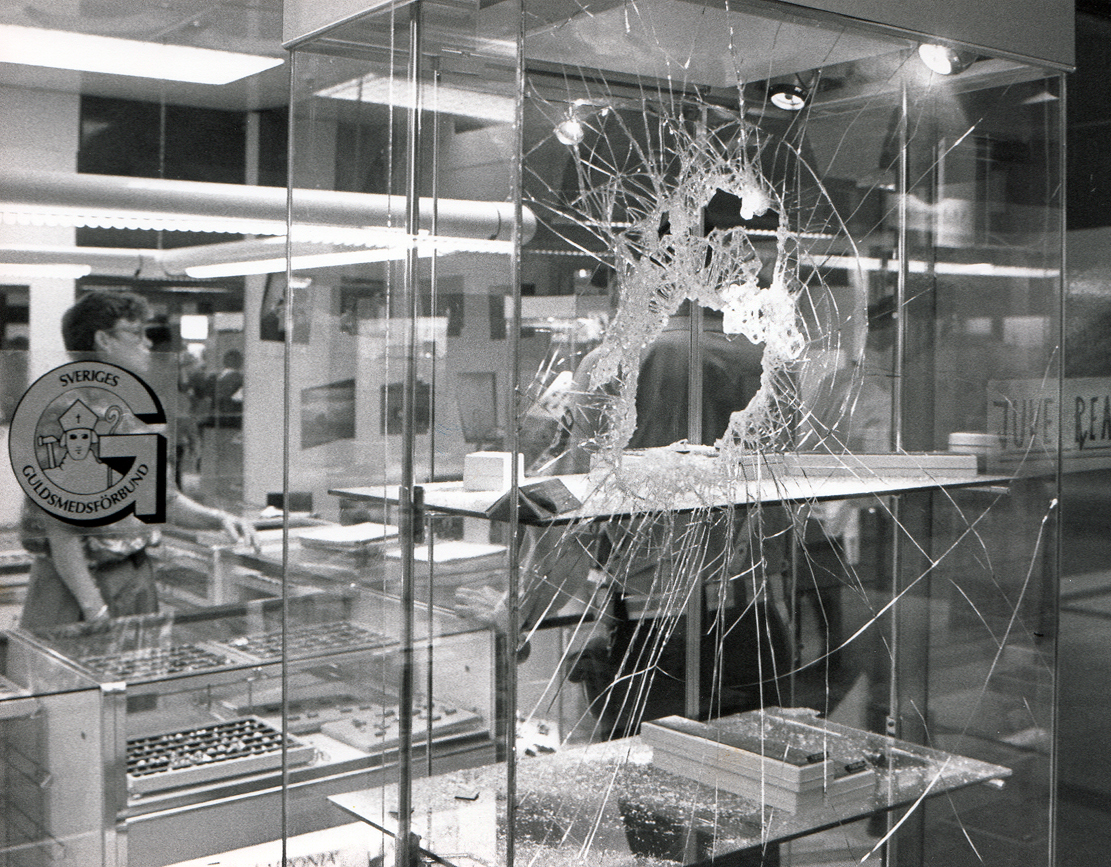
Poliser förhör ett butiksbiträde strax efter en Smash and Grab kupp på Caroli Guld i Malmö 1987.

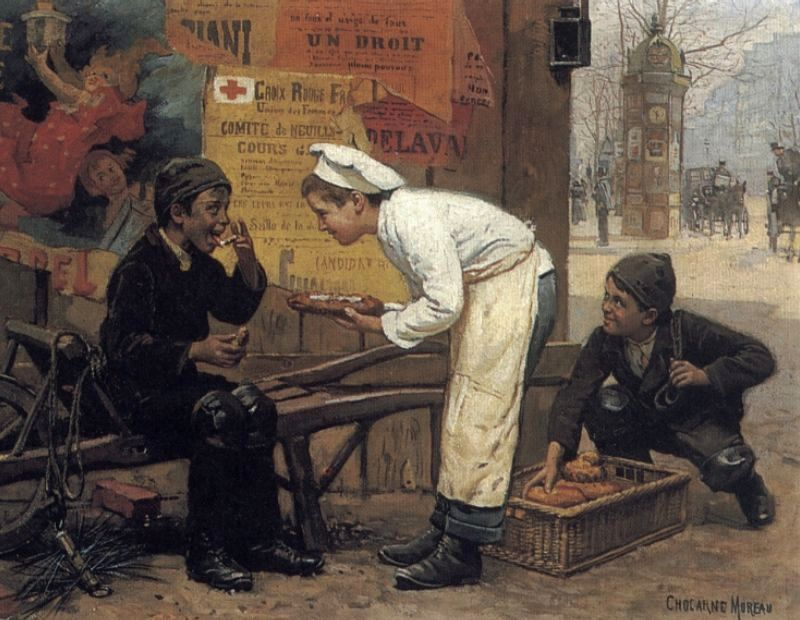
Paul-Charles Chocarne-Moreau, 1931.

Stöld eller tjuveri är handlingen att utan tillåtelse ta (stjäla) föremål eller pengar som tillhör någon annan. Stöld har ansetts som ett brott så länge skrivna lagar har funnits och troligtvis även tidigare.
Hammurabis lagar behandlar stöld i 5 – 25 §§.
I Andra Mosebok finns De tio budorden där sjunde budet lyder: ”Du skall icke stjäla”.
De som stjäl kan kallas tjuvar eller banditer.

## Sverige
I Sverige är stöld ett brott enligt 8 kap 1 § brottsbalken. ”Den som olovligen tager vad annan tillhör med uppsåt att tillägna sig det, dömes, om tillgreppet innebär skada, för stöld till fängelse i högst två år”.
Om brottet är ringa, skall i stället dömas för ringa stöld enligt 8 kap. 2 § Brottsbalken. Vid bedömande om brottet är ringa beaktas värdet av föremålet som tillgreps. Det klassiska fallet av ringa stöld är en person som stjäl varor från en butik. Per 10 december 2019 är gränsen för att tillgreppet ska klassas som snatteri 1 250 kronor.
Efter 1 juli 2017 ändrades 8 kap. 2 § brottsbalken där snatteri bytte namn till ringa stöld, men innehållet i lagtexten är detsamma som när snatteri var aktuellt.
Om brottet är grovt, döms gärningsmannen för grov stöld. Vid bedömande huruvida brottet är grovt ska särskilt beaktas, om tillgreppet skett efter intrång i bostad, om det avsett sak som någon bar på sig, om gärningspersonen varit försedd med vapen, sprängämne eller annat dylikt hjälpmedel eller om gärningen eljest varit av särskilt farlig eller hänsynslös art, avsett betydande värde eller inneburit synnerligen kännbar skada.
Om tillägnelseuppsåt inte finns, eller om tillgreppet inte innebär ekonomisk skada, kan brottet i stället vara egenmäktigt förfarande.
I juridisk mening kan bara fysiska föremål av värde stjälas, men i dagligt tal används ibland ordet "stöld" oegentligt även om andra former av tillgrepp. Sålunda räknar lagen tillgrepp av pass inte som stöld utan som egenmäktigt förfarande eftersom pass anses sakna värde på den legala marknaden. Inte heller intrång i upphovsrätten eller varumärkesrätten räknas som stöld.
Den som stjäl med våld eller hot om våld ska dömas för rån.